# Clause Wilmot

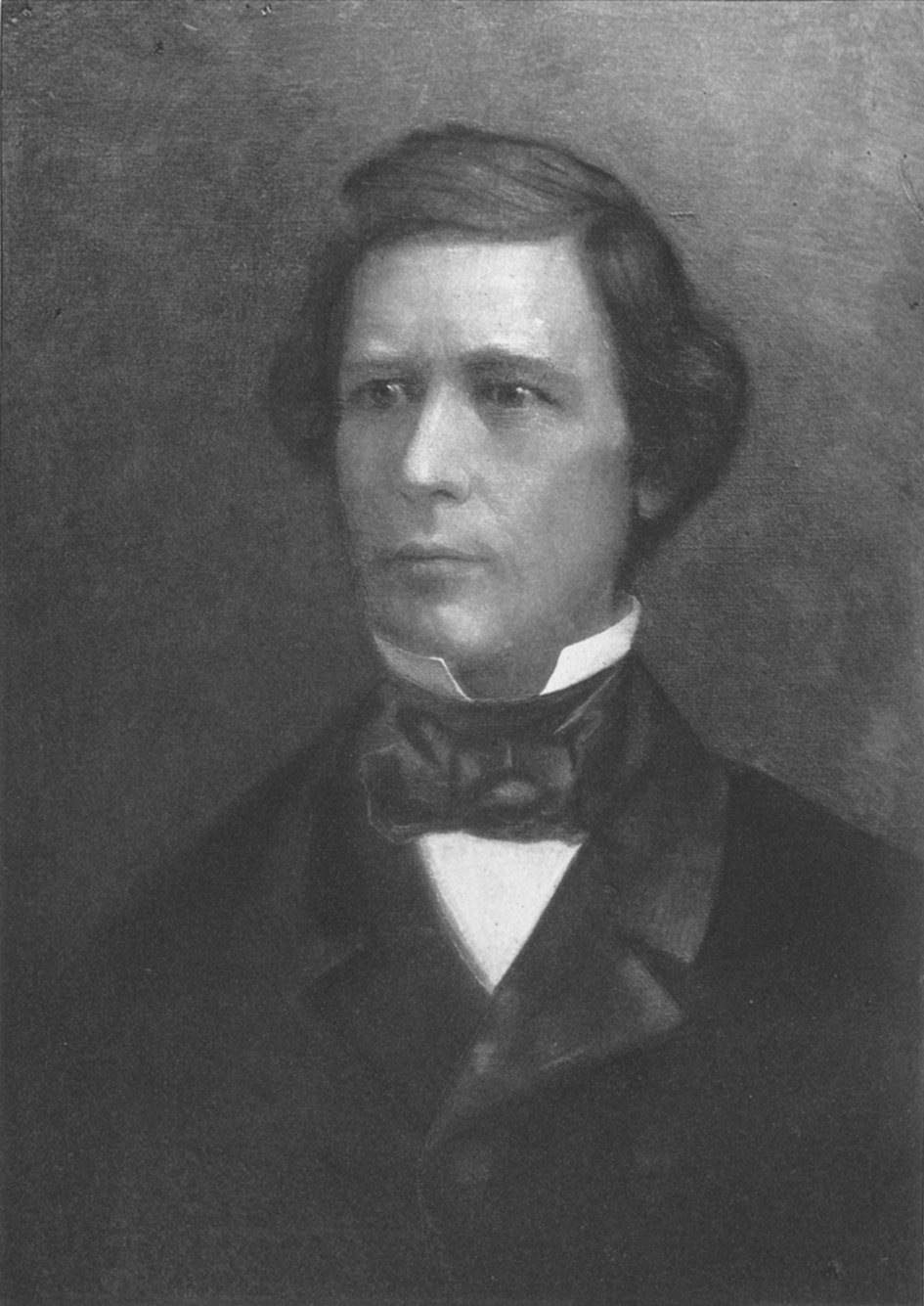
David Wilmot

La clause Wilmot est un projet législatif qui aurait interdit l'esclavage dans tout territoire soustrait au Mexique pendant la guerre américano-mexicaine ou dans la zone aussi connue sous le nom de Cession mexicaine (dont certains de ses défenseurs prétendaient qu'elle incluait aussi des territoires contestés au sud du Texas et au Nouveau Mexique à l'est du Rio Grande).
David Wilmot, membre du Congrès, introduit la clause pour la première fois à la Chambre des représentants des États-Unis le 8 août 1846 comme un cavalier législatif sur un projet de loi d'une dotation de 2 000 000 $ lors des négociations finales visant à résoudre la guerre américano-mexicaine. Le projet de loi passa à la Chambre des représentants mais pas au Sénat où le Sud avait une plus grande représentation. Il fut réintroduit en février 1847 et passa encore une fois à la Chambre mais ne fut pas validé par le Sénat. En 1848, une tentative de l’intégrer dans le traité de Guadalupe Hidalgo échoua également. Le conflit régional sur l'esclavage dans le sud-ouest continuera jusqu'au compromis de 1850.

## Contexte
Après que la tentative précoce d’acquérir le Texas par traité n’obtient pas l'approbation nécessaire de deux-tiers du Sénat, les États-Unis annexent la république du Texas par une résolution commune du Congrès qui a seulement besoin d'un vote majoritaire dans chaque Chambre du Congrès. Le président John Tyler signe le projet de loi le 1er mars 1845, le dernier jour de son mandat présidentiel. Conformément aux attentes de beaucoup de personnes, l'annexion provoque la guerre avec le Mexique. Après la prise du Nouveau Mexique et de la Californie, dans les premières phases de la guerre, l’intérêt politique se concentre sur le nombre de territoires qui seraient acquis aux dépens du Mexique. La solution pour cela est la détermination du statut futur de l'esclavage dans chaque nouveau territoire.
Les deux partis politiques majeurs œuvrent depuis longtemps à l’exclusion des problèmes relatifs à la question polémique de l'esclavage du champ politique nationale. Les Démocrates réussissent généralement à représenter dans leur parti ceux qui essayent de pousser un problème purement régional comme des extrémistes qui sont bien en dehors du cadre normal des politiques traditionnelles. Cependant, à la moitié du mandat de James Knox Polk, le mécontentement des Démocrates avec son administration est plus important que d'autres problèmes dans l’aile du parti démocratique, appelé les Barnburners qui est dirigé par Martin Van Buren. D’après l’opinion de beaucoup, Martin Van Buren refuse déloyalement la nomination du parti en 1844 lorsque les délégués du sud ressuscitent une loi de convention, utilisée dernièrement en 1832, qui exige que le candidat doit recevoir deux-tiers des votes des délégués. Beaucoup dans le nord sont également mécontent avec le dit tarif de Walker qui réduise les taux du tarif. D'autres sont opposés au veto de James Knox Polk d’un fleuve populaire et des projets de loi pour améliorer le port et d'autres encore sont mécontents avec la décision de l’Oregon avec la Grande-Bretagne où il semble que James Knox Polk n'a pas poursuit le territoire du nord avec la même vigueur qu’il a déployée pour acquérir le Texas. James Knox Polk est vu de plus en plus comme celui qui applique strictement la loyauté au parti principalement pour servir les intérêts du sud.

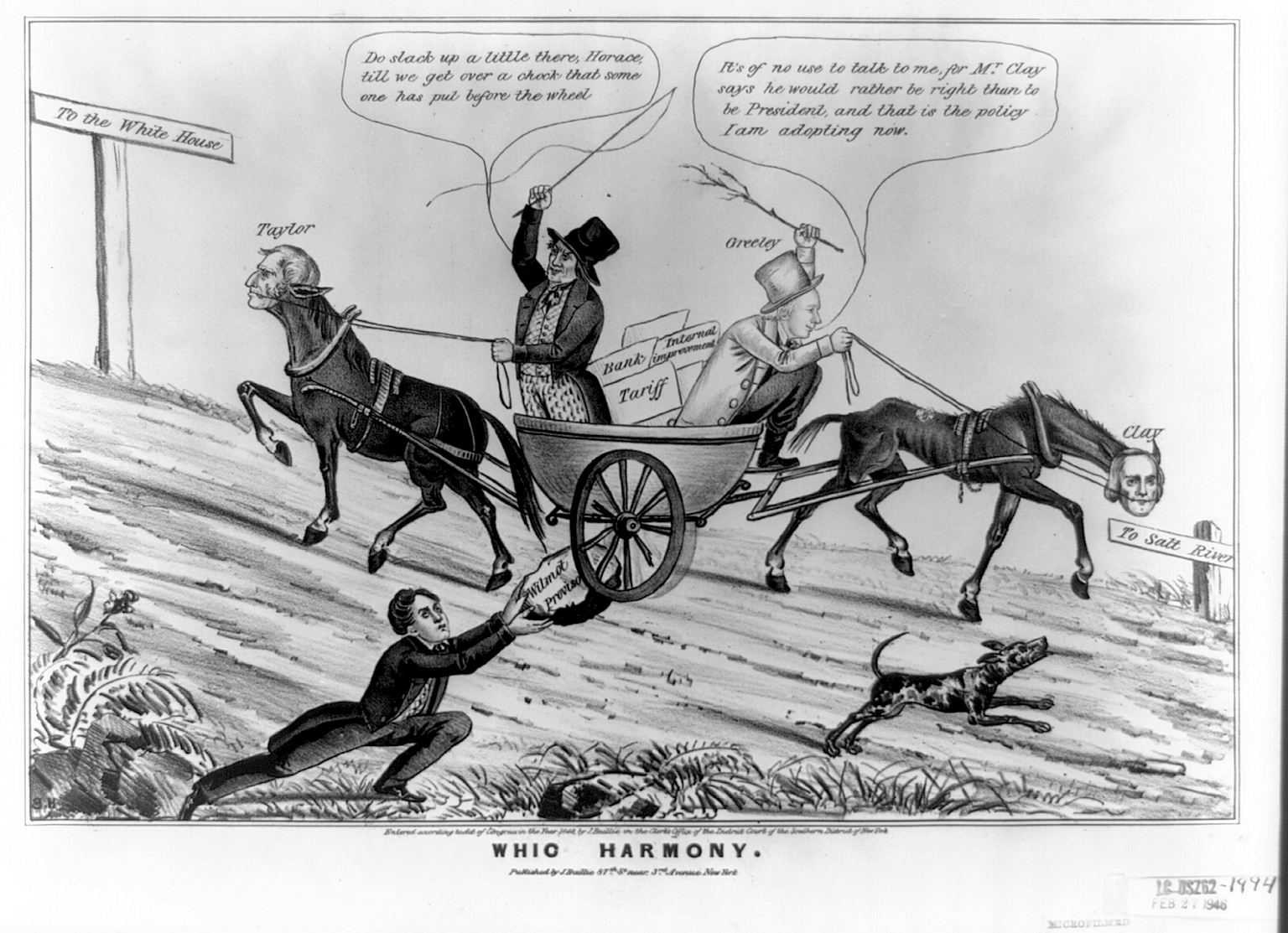
La clause Wilmot étaient vu comme bloque de trébuchement pour les candidates à la présientielle comme Zachary Taylor

Les Patriots sont face à un autre scénario. La victoire de James Knox Polk (démocrate) sur Henry Clay (parti Whig) dans l'élection présidentielle de 1844 prend les Whigs du sud par surprise. L'élément clé de cette défaite, qui s'est répercuté sur les rivalités locales dans le Sud et au Congrès en 1845 et en 1846, est l'échec du parti à prendre une position forte en faveur de l'annexion du Texas.
Les membres du parti Whig sudiste sont réticents à répéter leurs erreurs au Texas, mais en même temps, les Whigs des deux sections se rendent compte que la victoire et l'acquisition territoriale souligneraient encore le problème de l'esclavage et des territoires. Particulièrement dans le sud, il y a déjà la prise de conscience ou peut-être la peur, que les vieilles questions économiques qui définissent le système du deuxième parti sont déjà discutées. Leur but politique est d'éviter tout débat régional sur l'esclavage qui montrerait les divisions régionales dans leur parti.

## Introduction et débat sur la clause
Samedi, le 8 août 1846, le président Polk formule une demande auprès du Congres de 2 000 000 $ pour faciliter les négociations avec le Mexique à propos de l'accord final de la guerre. La demande est faite sans alerte publique après l’échec de Polk de faire approuver le projet de loi sans débat au Congrès. Puisque le Congrès prévoit d'ajourner ce lundi-là, la direction démocratique parvient à ce que le projet de loi soit immédiatement traité dans une séance de nuit spéciale. Le débat ne devrait pas durer plus de deux heures sans compter le discours individuel qui dure plus de dix minutes.
David Wilmot, un membre du Congrès démocrate de la Pennsylvanie, et un groupe d'autres Démocrates Barnburner, y compris Preston King de l'État de New York, Hannibal Hamlin du Maine, Gideon Welles du Connecticut et Jacob Brinkerhoff de l'Ohio, se sont déjà rencontrés lors des rendez-vous stratégiques en août. Wilmot a un accord pour supporter l'administration de Polk et il est proche de beaucoup de personnes du sud. Vu qu’il est très probable que Wilmot n'aurait pas de problèmes à sortir vainqueur du débat dans la Chambre des représentants, il est élu pour présenter l'amendement pour l'approbation du projet de loi qui porterait son nom. Wilmot dit la phrase suivante à la Chambre des représentants dans une langue inspirée par l'ordonnance du Nord-Ouest de 1787 :
« Pourvu que, comme condition formelle et fondamentale pour l'acquisition d'un territoire de la république du Mexique par les États-Unis, en vertu de tout traité qui pourrait être négocié entre eux, et pour l'utilisation par l'exécutif de l'argent ici approprié, ni l'esclavage ni servitude involontaire doivent jamais exister dans n’importe quelle partie de ce territoire, à l'exception de la criminalité, dont le parti doit d'abord être dûment reconnu coupable. »

Ligne de compromis du Missouri. Les frontières modernes entre les États sont montrées comme référence.

William W. Wick, démocrate de l'Indiana, essaye d'éliminer la restriction totale de l'esclavage en proposant un amendement selon lequel la ligne de compromis du Missouri de la latitude 36°30' est simplement prolongée à l'ouest du Pacifique. C'est rejeté avec 89 contre 54 des voix. Le vote pour ajouter la clause au projet de loi est alors demandé et elle passe avec 83 contre 64. Un ultime effort de la part des personnes du sud d'ajourner le projet de loi entier est voté avec 94 contre 78 et ensuite le projet de loi entier est approuvé avec 85 contre 80. De façon inquiétante, ces votes s’orientent de manière écrasante plus aux lignes régionales que partisanes.
Le Sénat traite le projet de loi très tardivement dans la séance de lundi. Les démocrates du sud espèrent que la clause Wilmot soit rejetée. Ils renvoient le projet de loi à la Chambre des représentants pour obtenir une approbation rapide du projet de loi sans restrictions sur l'esclavage. Le Whig John Davis de Massachusetts essaye d’empêcher cet effort en prenant la parole jusqu'à ce qu’il soit trop tard pour renvoyer le projet de loi à la Chambre des représentants, en forçant le Sénat d'accepter ou de rejeter l'appropriation avec la clause. Dû à une différence de huit minutes sur la montre officielle de la Chambre des représentants et du Sénat, la Chambre des représentants ajourne le vote et le Congrès est officiellement hors session.
Le problème réapparait à la fin de l'année quand Polk renouvèle sa demande, dans son message annuel au Congrès, avec la somme de trois millions de dollars dont il a besoin. Polk souligne que l’objectif initial de la guerre n’a jamais été l’acquisition de territoires (une opinion fortement contestée par ses adversaires). Cependant pour avoir une paix honorable, il faut une compensation territoriale aux États-Unis. Le projet de loi de trois millions de dollars est le seul article de commerce à la Chambre des représentants du 8 février jusqu'au 15 février 1847. Preston King réintroduit la clause Wilmot, mais cette fois-ci, l'exclusion de l'esclavage s’est étendu seulement au-delà le territoire du Mexique y compris « tout territoire sur le continent d'Amérique qui devrait être acquis au-delà ». Cette fois-ci le représentant Stephen A. Douglas, démocrate d'Illinois, réintroduit le projet pour étendre simplement la ligne du compromis du Missouri vers la côte ouest et c’est encore battu avec 109 contre 82. Ensuite le projet de loi de trois millions de dollars avec la clause passe la Chambre des représentants avec 115 contre 106. Au Sénat, qui est mené par Thomas Hart Benton (Démocrate), le projet de loi passe sans la clause. Lorsque le projet de loi revient à la Chambre des représentants, celui du Sénat prédomine. Chaque Whig du nord supporte encore la clause, mais 22 Démocrates du Nord votent avec le Sud.
En 1848, le traité de Guadalupe Hidalgo qui arrête la guerre, est soumis au Sénat pour approbation. Douglas, qui est maintenant au Sénat, est parmi ceux qui ont rejoint le Sud pour contrer les efforts visant à attacher la clause Wilmot au traité. Dans le débat de l'année précédente à la Chambre des représentants, Douglas affirme que tout le débat sur l'esclavage dans les territoires est prématuré; ils n’ont pas de temps pour traiter ce problème que lorsque le territoire est vraiment organisé par le Congrès. Lewis Cass (Démocrate) en décembre 1847 dans sa lettre connue à A. O. P. Nicholson en Tennessee, définit plus loin le concept de souveraineté populaire qui deviendrait bientôt l'alternative démocrate dominante à la clause Wilmot:

« Laissez-le au peuple, qui sera touché par cette question de l'adapter à leur propre responsabilité, et à leur propre manière, et nous devrions rendre un autre hommage aux principes originales de notre gouvernement et nous devrions fournir un autre pour sa permanence et prospérité. »

## Répercussions

Une animation qui montre le statut libre /l'esclave dans les États des États-Unis et dans leurs territoires, de 1789 à 1861, y compris la clause Wilmot proposée.

Le traité est approprié et ainsi le problème se déplace d’un problème abstrait vers un problème impliquant des questions pratiques. Le débat implique la nature de la constitution, de l'esclavage, de la valeur du travail libre, du pouvoir politique et finalement du réalignement politique. L'historien Michael Morrison affirme que de 1820 à 1846, une combinaison de « racisme et vénération de l'Union » a empêché une attaque directe du Nord sur l'esclavage. Pendant que la réponse originale du sud à la clause Wilmot est mésurée, le Sud s’est bientôt rendu compte que cette attaque sur l'esclavage longtemps reportée apparait finalement. Plutôt que de discuter simplement les opinions politiques sur cette question, l'historien William Freehling note : « La plupart des gens du Sud font principalement rage parce que la position de David Wilmot qui exprime ‘je suis plus saint que toi’ est tellement insultante ». Dans le Nord, les répercussions les plus immédiates impliquent Martin Van Buren et l'État de New York. Les Barnburners se sont opposés avec succès par leur opposition conservatrice et les Hunkers par leurs efforts d'envoyer une pré-clause regroupant les délégués à la Convention nationale du parti démocrate de 1848. Les Barnburners gardent leur propre convention séparée et envoient leur propre liste de délégués à la convention à Baltimore. Les deux délégations sont assises avec le total des votes des États divisés entre les deux. Lorsque la convention rejette une planche pré-clause et sélectionne Lewis Cass comme candidat, les Barnburners boulonnent encore et sont le noyau de la formation du Parti du sol libre. L'historien Leonard Richards écrit sur ces démocrates mécontents:

« Donc, dans l'ensemble, les démocrates du Sud ont perdu le noyau dur de leur soutien original des démocrates du Nord pendant les années 1840. Ils ne peuvent plus compter sur la Nouvelle-Angleterre et sur les Démocrates de New York pour leur fournir des marges gagnantes à la Chambre des représentants...
Pour eux [les Démocrates du sol libre], le mouvement d'acquisition du Texas et la lutte pour la clause Wilmot marquent le point tournant, lorsque les esclavagistes agressifs volent le cœur et l'âme du Parti Démocrate et commencent à dicter le cours de la destinée de la nation. »

L'historien William Cooper représente exactement la perspective du sud inverse:

« Les démocrates du Sud, pour qui l'esclavage est toujours central, ont bien compris ce que la clause signifie pour eux et pour leur parti. En premier lieu, la simple existence de la clause signifie que les efforts régionaux qui ont tourmenté les Whigs du Texas, assaillent maintenant les démocrates sur l’expansion. C’est la question que les démocrates eux-mêmes choisissent comme étant leur propre. La clause annonce également aux gens du Sud qu'ils doivent faire face au défi de certains démocrates du Nord qui expriment leur refus de suivre plus longtemps la tête du Sud sur l'esclavage. Cette circonstance frappe aux racines mêmes de la conception du Sud du parti. Les gens du sud pensent toujours que leurs collègues du Nord doivent suivre la ligne du Sud sur toutes les questions liées à l'esclavage. »

En Alabama, où il n’y a aucun candidat disponible suffisamment opposé à la clause, William L. Yancey obtient l'adoption par la convention démocrate de l'État de la dite « plateforme de l'Alabama », qui est approuvée par les législatures de l'Alabama et de la Géorgie et par les conventions démocrates de l'État de la Floride et de la Virginie. La plateforme ne prévoit aucune restriction fédérale de l'esclavage dans les territoires, aucune restriction sur l'esclavage par les gouvernements territoriaux jusqu'au point où ils élaborent une constitution d'État pour demander au Congrès le statut d’État. Cela serait une opposition à tout candidat qui supporte soit la clause, soit la souveraineté populaire, et cela serait une législation fédérale positive qui rejette des lois anti- esclavagistes mexicains dans la Cession mexicaine. Cependant, la même convention démocrate qui refuse de soutenir la clause refuse également d'incorporer la proposition de Yancey dans la plateforme nationale par un vote de 216-36. Contrairement à la grève des Barnburner, seulement Yancey et un autre délégué de l'Alabama quittent la convention. Les efforts de Yancey de susciter un mouvement d’un troisième parti dans l'État échouent.
Les Whigs du Sud ont confiance en général Zachary Taylor, esclavagiste et héros de la guerre, pour résoudre la division régionale qui se développe de plus en plus même s'il ne prend pas de position publique sur la clause Wilmot. Cependant, Taylor, une fois nommé et élu, montre qu'il a ses propres projets. Il espère de créer une nouvelle coalition non partisane qui abolirait l'esclavage une fois de plus de la scène nationale. Il devrait être en mesure d’accomplir cela en abolissant l'esclavage aux frontières de 1849, en contournant immédiatement la scène du territoire et en créant deux nouveaux États à partir de la Cession Mexicaine.
Le 13 décembre 1848, un nouveau niveau de conflit régional déclenche, lorsque John G. Palfrey de Massachusetts (du parti Whig) présente un projet de loi pour abolir l'esclavage à Washington (district de Columbia). Tout au long de l’année 1849, « la rhétorique de la résistance au Nord s’intensifie et se répand » dans le Sud.
La convention de Nashville, qui est potentiellement séparatiste, est prévue pour juin 1850. Lorsque le président Taylor réclame l'admission de la Californie comme un État libre dans son discours de décembre 1849 au Congrès, un état de crise s’aggrave plus loin.
L'historien Allan Nevins résume la situation qui est créé par la clause Wilmot ainsi:

« À cette crise s’y rajoute le transfert des territoires qui aurait dominé toute l'histoire des États-Unis pour les douze prochaines années. Deux séries d'extrémistes surgissent: Les gens du Nord qui ne demandent aucun nouveau territoire d'esclavage sous aucune circonstance et les gens du Sud qui exigent l’accès libre à l'esclavage dans tous les territoires et la pénalité pour ceux qui refuse la sécession.
Pour le moment, les modérés qui espèrent non seulement trouver un moyen de compromis mais aussi réprimer la question sous-jacente de l'esclavage lui-même sont massivement dans la majorité. Ils espèrent aussi sa tolérance ou sa non-tolérance par un grand État chrétien libre.
Mais l'histoire montre que dans les crises de ce genre, les deux séries d'extrémistes sont presque certains de gagner en pouvoir, en engloutissant de plus en plus de membres du centre de conciliation. »

En combinaison avec d'autres questions sur l'esclavage, la clause Wilmot conduit au compromis de 1850 qui contribue à la procuration d’une autre décennie de paix fragile. Les sécessionnistes radicales sont temporairement à distance lorsque la convention de Nashville ne réussit pas à soutenir la sécession. Les modérés se rassemblent autour du compromis comme solution définitive aux questions régionales d’impliquer l'esclavage et les territoires. En même temps, toutefois, la langue de la plateforme de Géorgie, qui est largement acceptée à travers le sud, indique clairement que l'engagement du Sud à l'Union n'est pas sans réserve; ils espèrent pleinement que le Nord respecte leur part de l'accord.